# St-Martin (Broglie)

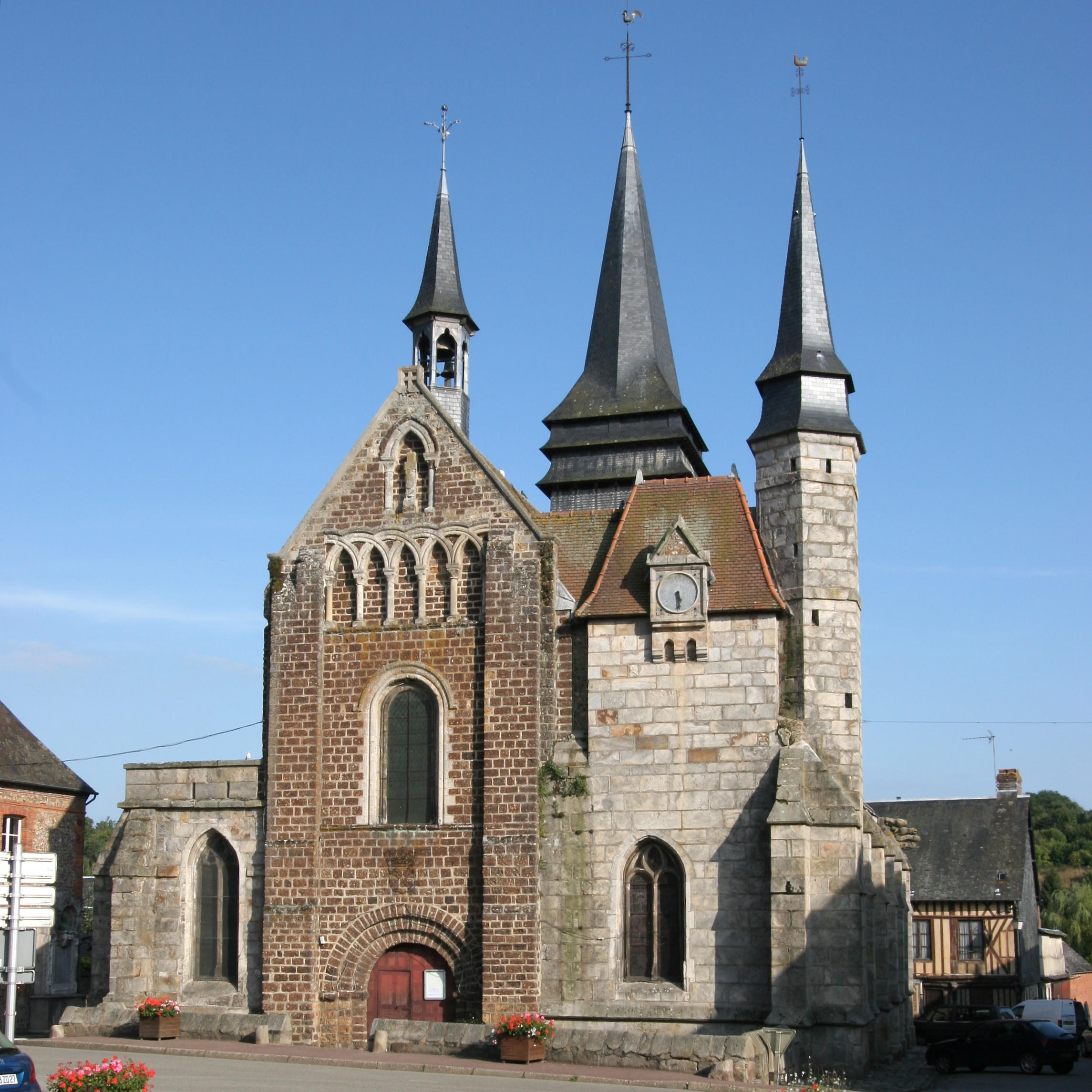
Kirche St-Martin in Broglie

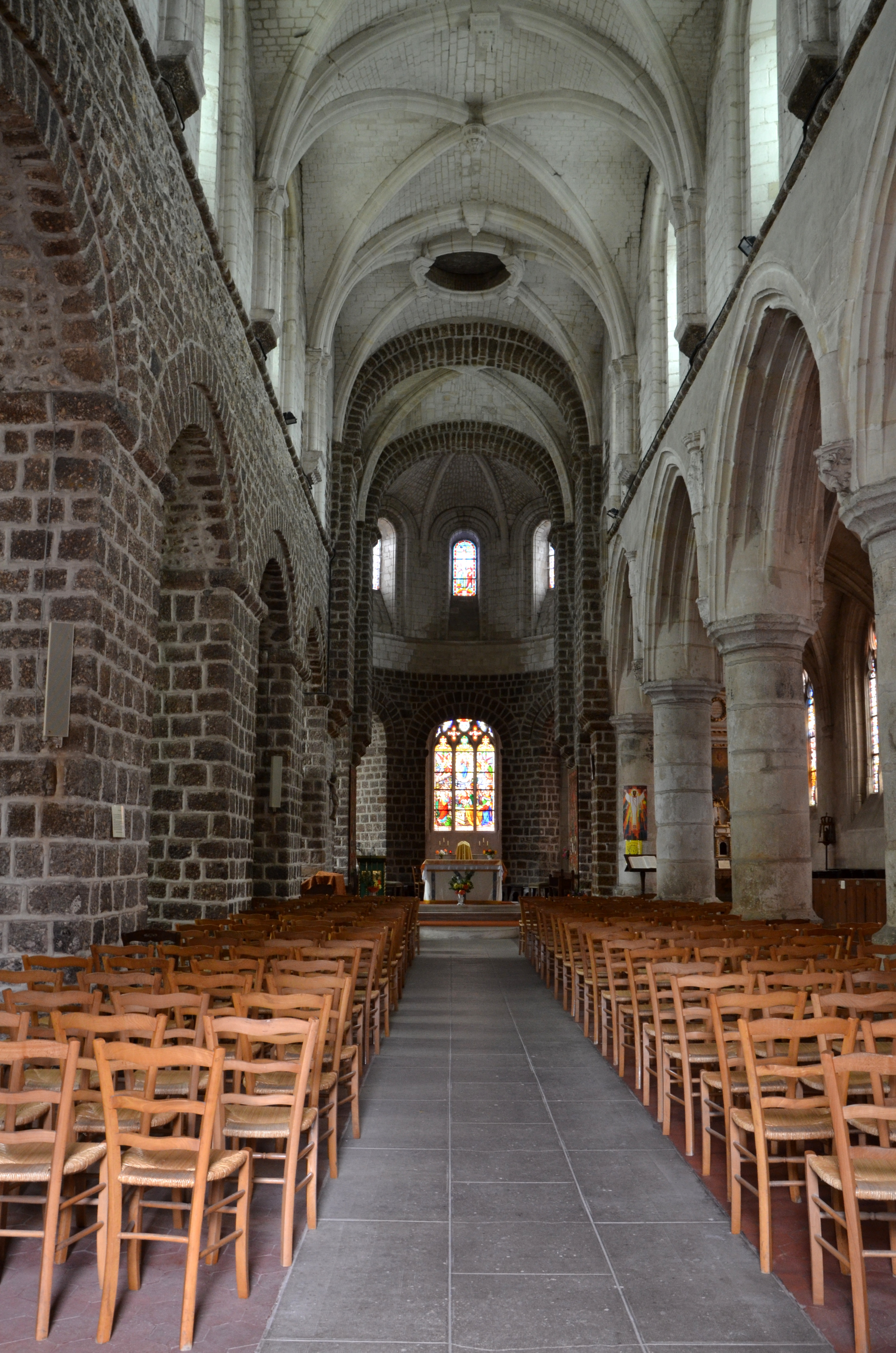
Innenansicht der Kirche

Die römisch-katholische Kirche St-Martin in Broglie, einer französischen Gemeinde im Département Eure in der Region Normandie, wurde ab dem 11. Jahrhundert errichtet. Die romanische Pfarrkirche ist seit 1862 ein geschütztes Baudenkmal (Monument historique).

## Geschichte
Die dem heiligen Martin geweihte Kirche wurde ab dem 11. Jahrhundert unter Henri II. de Ferrières erbaut. Der Südteil wurde im 15. Jahrhundert durch Jean IV. de Ferrières errichtet. Umbauten erfolgten im 16. und 17. Jahrhundert, sodass sich die romanischen Bauteile heute in ein vorwiegend gotisches Gesamtwerk einfügen.

## Beschreibung
Das Portal ist von drei unprofilierten Bögen umgeben und der schmale Giebel wird von zwei flachen Strebepfeilern eingefasst. Kreuzbögen aus Kalkstein schmücken die Fassade. An dieser Giebelseite sitzt ein Dachreiter mit einer Glocke. Das Mittelschiff aus fünf Jochen besitzt einen Mauerverband, der durch doppelt gestufte Arkaden gegliedert ist und dessen schlichte Kämpfer in massive, rechteckige Pfeiler übergehen. Das erste Geschoss stammt aus dem späten 12. Jahrhundert. Die Fenster sind von einem durchlaufenden Profil umrahmt, das mit kleinen Blüten verziert ist. Der Chor mit zwei Jochen trägt auf zwei romanischen Gurtbögen den Turm. Reste des ehemaligen Chorumgangs sind noch vorhanden.

## Bleiglasfenster

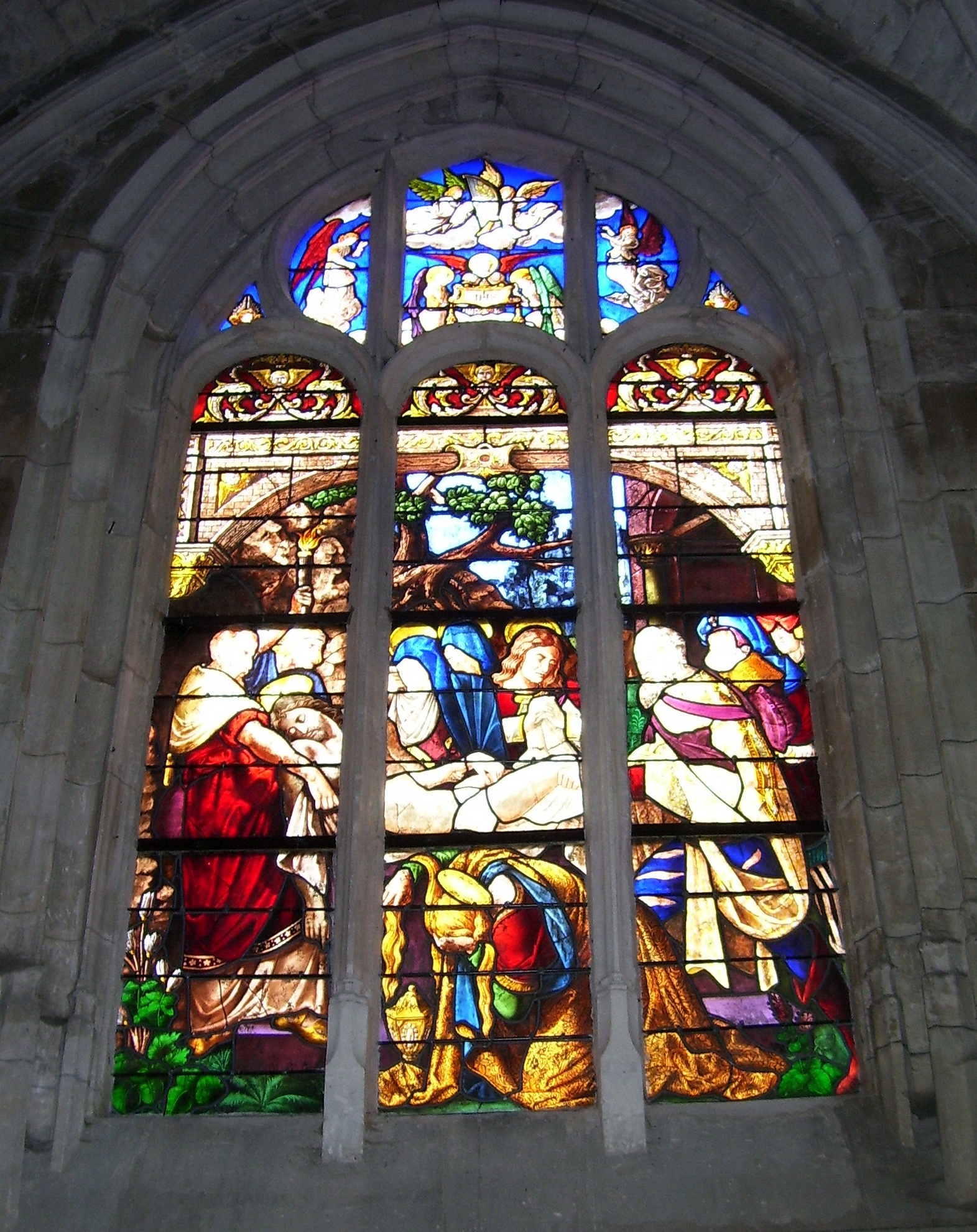
Bleiglasfenster mit der Darstellung der Grablegung Christi

Die Bleiglasfenster stammen aus dem 16. und 17. Jahrhundert.

## Orgel
Die Orgel wurde 1850 von dem Orgelbauer Georges Luce (Lisieux) erbaut. Um 1920 wurde das Instrument von dem Orgelbauer Henri Firmin umgebaut, in den Jahren 1963–1967 von dem Orgelbauer M. Gervais. Original erhalten sind das Orgelgehäuse und die Prospektpfeifen. Das Instrument hat 17 Register auf zwei Manualwerken. Das Pedal ist an das Hauptwerk (Grand Orgue) angehängt. Die Trakturen sind mechanisch.
| I Grand Orgue C–f3 |       |     |
| Bourdon-Montre     | 16′   | (L) |
| Flute              | 8′    | (L) |
| Bourdon            | 8′    | (L) |
| Gambe              | 8′    |     |
| Prestant           | 4′    | (L) |
| Quinte             | 2 ⁄3′ |     |

| (Fortsetzung)  |    |     |
| Doublette      | 2′ | (L) |
| Cornet         |    |     |
| Fourniture III |    | (L) |
| Trompette      | 8′ | (L) |
| Hautbois       | 8′ |     |
| Clairon        | 4′ | (L) |

| II Récit expressif C–g3 |       |     |
| Bourdon                 | 8′    | (L) |
| Flute                   | 4′    | (L) |
| Nazard                  | 2 ⁄3′ | (L) |
| Hautbois                | 8′    |     |
| Voix humaine            | 8′    |     |

- Koppeln: II/I
- Anmerkung

(L) = Original erhaltenes Register von 1850 (Luce)